# Sofilari
Sofilari (en macédonien Софилари) est un village de l'est de la Macédoine du Nord, situé dans la municipalité de Chtip. Le village comptait 33 habitants en 2002.

## Démographie
Lors du recensement de 2002, le village comptait :
- Macédoniens : 21
- Valaques : 12